# Pressagny-l'Orgueilleux
 Pressagny-l'Orgueilleux  là một xã thuộc tỉnh Eure trong vùng Normandie miền bắc nước Pháp.